# Autoroute A3 (Portugal)
Pour les articles homonymes, voir Autoroute A3.
L'autoroute portugaise A3 (en portugais : Autoestrada A3) est une autoroute qui relie Porto à la frontière espagnole en passant par Vila Nova de Famalicão, Braga et Ponte de Lima. D'une longueur de 112 kilomètres, elle relie la deuxième ville du Portugal au nord du pays en direction de la Galice en Espagne. Celle-ci fait partie de l'itinéraire de la route européenne 1.
Il s'agit d'une autoroute payante, concédée à Brisa. Au 1er septembre 2018, le coût du péage pour un véhicule léger (catégorie 2) entre Lisbonne et l'A22 s'élevait à 15,30 Euros .

## Historique des ouvertures
| Tronçon                 | Mise en service | Longueur |
| ----------------------- | --------------- | -------- |
| – Maia                  | mars 1989       | 8,4      |
| Maia – Cruz             | novembre 1989   | 26,8     |
| Cruz – Braga-Ouest      | 1994            | 11,7     |
| Braga-Ouest – Anais     | juillet 1997    | 19,9     |
| Anais – Ponte de Lima   | novembre 1997   | 10,1     |
| Ponte de Lima – Valença | mai 1998        | 35,1     |

## Description du tracé
|                          | Dénomination                  | Destinations | Bandes |
| ------------------------ | ----------------------------- | ------------ | ------ |
| 1                        | Rocade interne de Porto IC 23 |              | 2×4    |
| 2                        | Matosinhos N 12               |              | 2×4    |
| 3                        | Águas Santas                  |              | 2×4    |
| 4                        | Maia, Alfena IC 24            |              | 2×4    |
| Gare de péage de Maia    |                               |              |        |
|                          | Coronado/Trofa (11 km)        |              | 2×3    |
| 5                        | Santo Tirso N 104             |              | 2×3    |
| 6                        | Vila Nova de Famalicão        |              | 2×2    |
| 7                        | Cruz N 14                     |              | 2×2    |
| 8                        | Braga-Sud                     |              | 2×2    |
| 9                        | Braga-Ouest IC 14             |              | 2×2    |
|                          | Barcelos (56 km)              |              | 2×2    |
| 10                       | Anais N 201                   |              | 2×2    |
| 11                       | Ponte de Lima-Sud N 203       |              | 2×2    |
| 12                       | Ponte de Lima-Nord IC 28      |              | 2×2    |
| 13                       | N 303                         |              | 2×2    |
| Gare de péage de Valença |                               |              |        |
| 14                       | N 13                          |              | 2×2    |
| 15                       | Valença N 101                 |              | 2×2    |
|                          | Frontière espagnole           |              | 2×2    |

## Statistiques de fréquentation
| Tronçon | 2010 | 2011 | 2012 | 2013 | 2014 | 2015 | 2016 | 2017 |
| ------- | ---- | ---- | ---- | ---- | ---- | ---- | ---- | ---- |